# Samuel Bastien
Samuel Bastien (Meux, 26 september 1996) is een Belgische-Congolees voetballer die doorgaans als middenvelder speelt. Hij verruilde Burnley FC in 2024 voor Fortuna Sittard.

## Carrière

### Jeugd
Bastien begon met voetballen bij RFC Meux, dat hij later inruilde voor UR Namur. Bij die club werd hij nadien ontdekt door Standard Luik. In 2012 maakte de 15-jarige rechtervleugelspeler de overstap naar concurrent RSC Anderlecht. In 2014 tekende Bastien een contract voor drie seizoenen bij de Brusselse club en werd hij opgenomen in de A-kern van trainer Besnik Hasi.

### RSC Anderlecht
Op 3 december 2014 maakte Bastien in de beker van België zijn officieel debuut voor Anderlecht. Hij mocht in de achtste finale tegen tweedeklasser Racing Mechelen na 79 minuten invallen voor Youri Tielemans. Drie dagen later maakt hij zijn debuut in de Eerste klasse toen hij tegen Moeskroen Péruwelz bij de rust inviel.

## Clubstatistieken
| Seizoen | Club            | Competitie         | Competitie | Competitie | Beker | Beker | Europees | Europees | Totaal | Totaal |
| Seizoen | Club            | Competitie         | Wed.       | Dlp.       | Wed.  | Dlp.  | Wed.     | Dlp.     | Wed.   | Dlp.   |
| ------- | --------------- | ------------------ | ---------- | ---------- | ----- | ----- | -------- | -------- | ------ | ------ |
| 2014/15 | Anderlecht      | Jupiler Pro League | 1          | 0          | 1     | 0     | —        | —        | 2      | 0      |
| 2015/16 | → US Avellino   | Serie B            | 31         | 2          | 0     | 0     | —        | —        | 31     | 2      |
| 2016/17 | Chievo Verona   | Serie A            | 12         | 1          | 1     | 0     | —        | —        | 13     | 1      |
| 2017/18 | Chievo Verona   | Serie A            | 21         | 1          | 1     | 0     | —        | —        | 22     | 1      |
| 2018/19 | Standard Luik   | Jupiler Pro League | 23         | 2          | 1     | 0     | 6        | 0        | 30     | 2      |
| 2019/20 | Standard Luik   | Jupiler Pro League | 26         | 4          | 0     | 0     | 6        | 1        | 32     | 5      |
| 2020/21 | Standard Luik   | Jupiler Pro League | 29         | 4          | 5     | 0     | 6        | 0        | 40     | 4      |
| 2021/22 | Standard Luik   | Jupiler Pro League | 28         | 1          | 2     | 0     | —        | —        | 30     | 1      |
| 2022/23 | Burnley         | Championship       | 18         | 1          | 6     | 1     | —        | —        | 24     | 2      |
| 2023/24 | → Kasımpaşa SK  | Süper Lig          | 7          | 0          | 0     | 0     | —        | —        | 7      | 0      |
| 2024/25 | Fortuna Sittard | Eredivisie         | 2          | 0          | 0     | 0     | —        | —        | 2      | 0      |
| TOTAAL  | TOTAAL          | TOTAAL             | 191        | 16         | 17    | 1     | 18       | 1        | 226    | 18     |

Bijgewerkt op 21 augustus 2024.